# 飛樂音響
上海飞乐音响股份有限公司（简称飞乐音响，上交所：600651） 是中華人民共和國上海市一家照明設備提供商，成立於1984年11月18日，也是中国第一支公开发行的股票。。1990年12月19日上市，成為中華人民共和國第一家股份制上市公司。1997年，飞乐音响被仪电集团收购后，公司转型照明產業。
2019年11月，中国证监会上海监管局认定飞乐音响的公告虛增利潤。2020年8月起，多名飞乐音响的股票投资者向法院起訴，認為飞乐音响存在虚假陈述，造成投資者重大投资损失，要求飞乐音响赔偿。後起訴者增加至315名。其中5名原告为訴訟代表人。2021年5月11日，上海金融法院判決飛樂音響向原告賠償1.23亿余元人民幣，人均获赔39万余元。該案也是中国首例诉讼代表人案。2021年9月29日，上海市高院維持原判。

## 外部連結
- 官方网站